# Vía verde

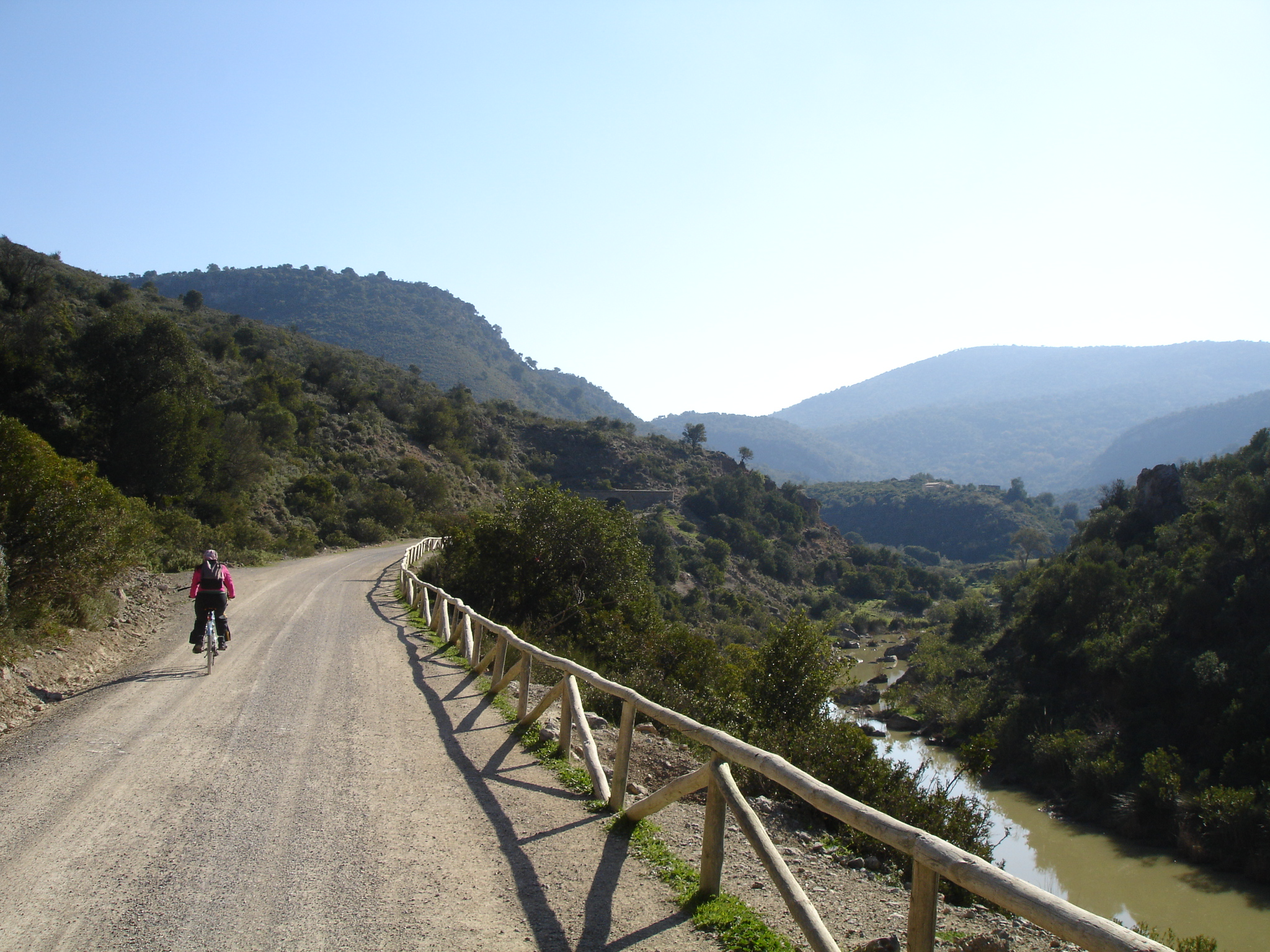
Vía verde de la Sierra de Cádiz.

Vía verde es el nombre que reciben las sendas para uso peatonal, ciclista y ecuestre en el medio natural resultado del acondicionamiento de infraestructuras en desuso, principalmente antiguas vías férreas.

## Características

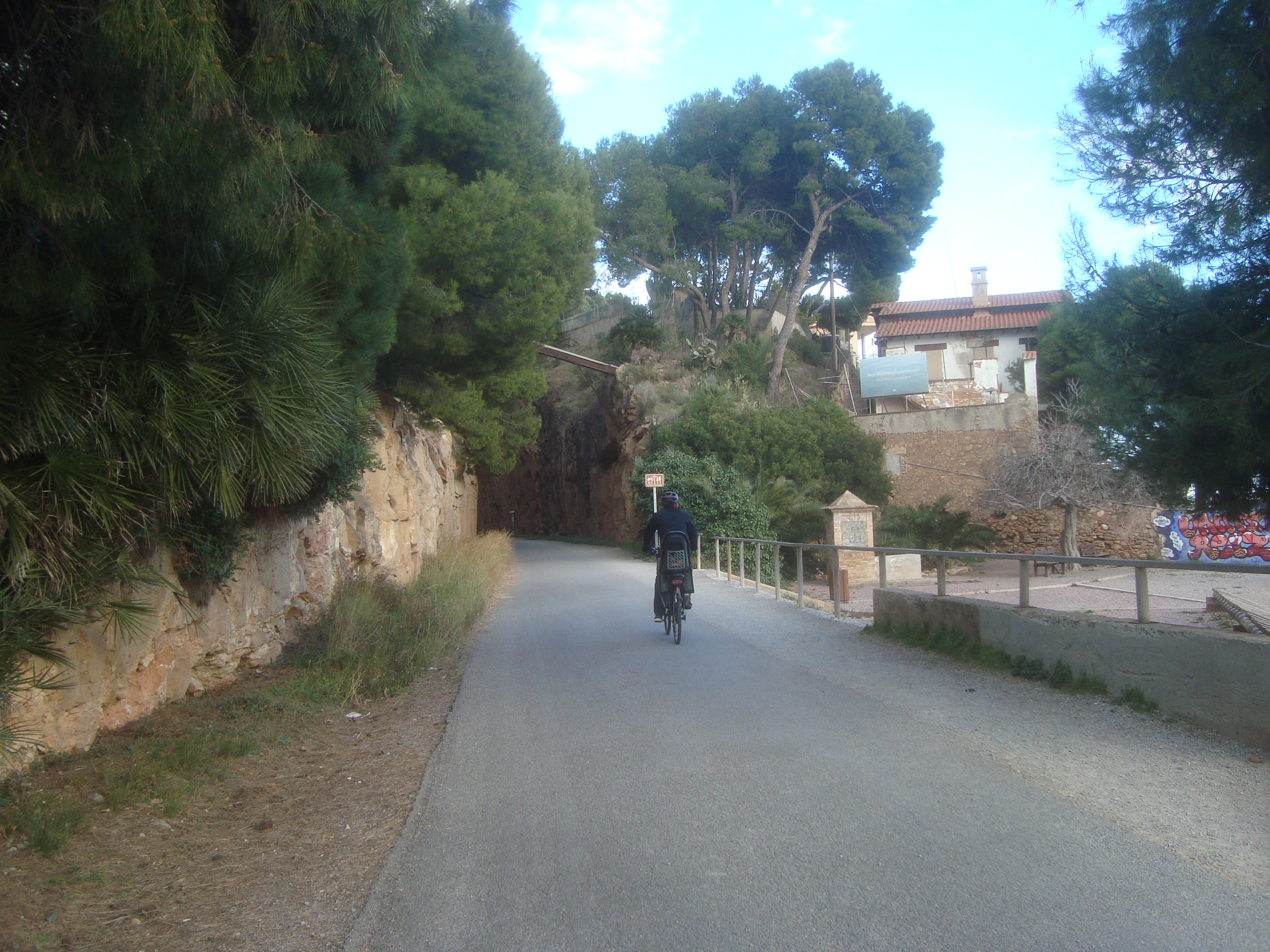
Vía verde del Mar, 5,7 km entre Benicasim y Oropesa del Mar (Castellón).

Las vías verdes están dotadas de especiales cualidades: máxima accesibilidad, facilidad y seguridad. Son lugares ideales para promover la movilidad sostenible y la práctica del paseo y el cicloturismo, especialmente atractivos para personas con movilidad reducida (niños, ancianos, personas con discapacidad). Estas infraestructuras se han convertido en espacios para el disfrute y el encuentro de todos los ciudadanos, donde pueden practicar hábitos saludables que mejoran su bienestar y elevan su calidad de vida. Y todo ello, al tiempo que proporcionan un beneficio adicional a las comarcas atravesadas: impulsan la cohesión territorial y la dinamización socioeconómica del mundo rural.

## Vías verdes en España

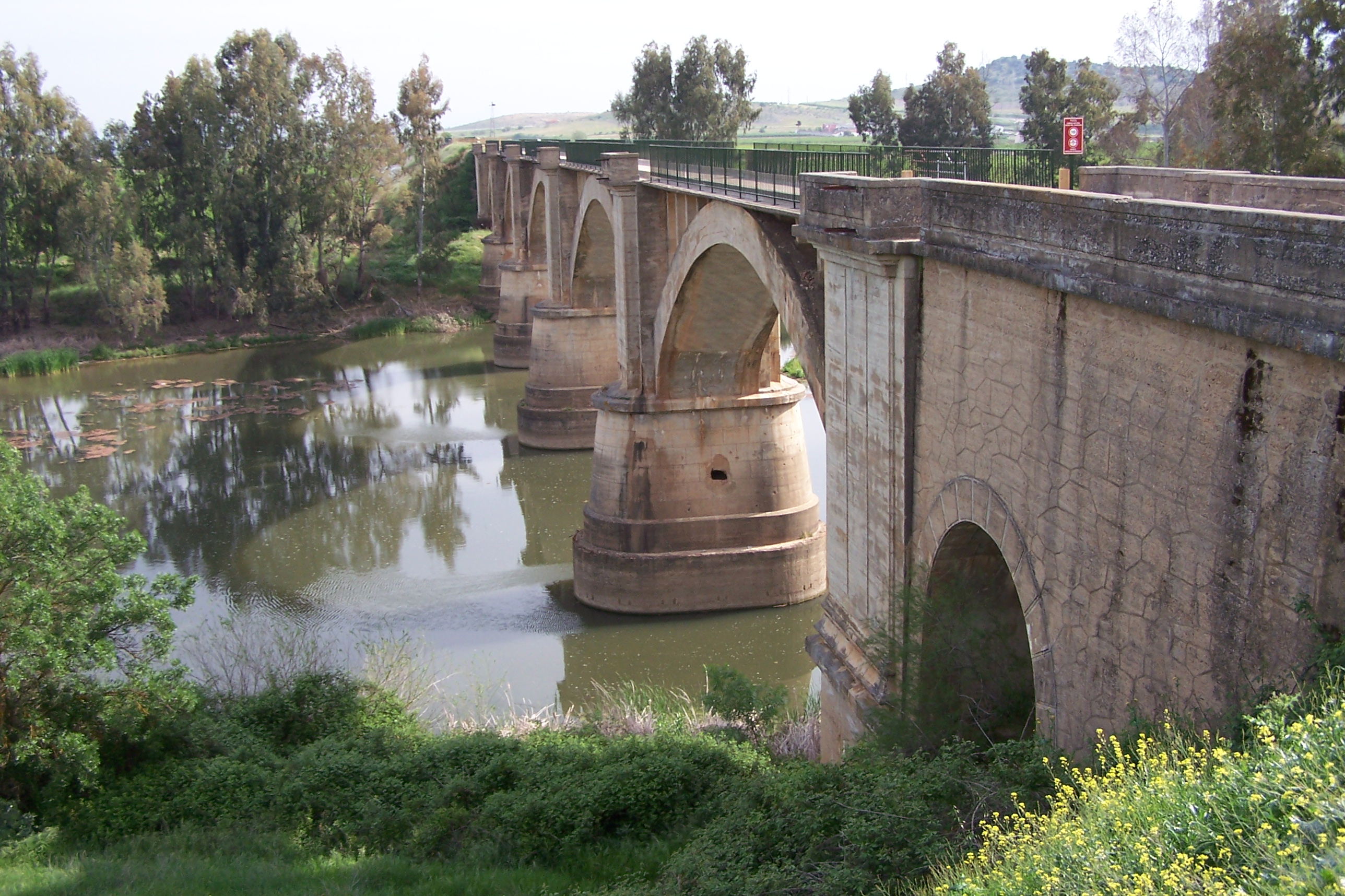
Viaducto sobre el Guadiana, Vía Verde de las Vegas del Guadiana y las Villuercas.

Las vías verdes en España son caminos acondicionados para el senderismo y el cicloturismo. Estas rutas se ponen en servicio al convertir antiguos trazados ferroviarios en desuso o abandonados.
La Fundación de los Ferrocarriles Españoles (FFE), creada en 1985, es la entidad encargada de desarrollar y promocionar estos caminos a través de su Programa Vías Verdes. Además, realiza los estudios, los proyectos de obra y la divulgación de las vías verdes en la sociedad. De esta manera, el acondicionamiento de las vías verdes se hace de forma homologada a nivel nacional y de acuerdo a unos estándares de calidad, lo que añade una imagen propia de marca reconocida.
El Programa Vías Verdes se inició en 1993, año en el que había en España más de 7 600 km de infraestructuras ferroviarias en desuso. En el año 1994, la FFE registró en España la marca "Vía verde" para uso exclusivo de los caminos acondicionados provenientes de infraestructuras ferroviarias.
Además de la FFE, también intervienen en el Programa de Vías Verdes, el Adif, el Ministerio de Agricultura, Pesca y Alimentación con su Programa de Caminos Naturales, así como las comunidades autónomas, las diputaciones provinciales y los ayuntamientos.   
En febrero de 2023, hay registradas oficialmente en España 133 vías verdes, con un total de 2 948 km acondicionados. La distribución de las mismas, por comunidades autónomas, es la siguiente:
| Comunidad Autónoma         | Vías verdes | Vías compartidas | Total km |
| Andalucía                  | 23          | 1                | 607,2    |
| Aragón                     | 7           | 2                | 218,8    |
| Principado de Asturias     | 9           | 1                | 88,5     |
| Islas Baleares             | 1           |                  | 29       |
| Cantabria                  | 6           |                  | 53,1     |
| Castilla y León            | 15          | 1                | 478,3    |
| Castilla-La Mancha         | 8           |                  | 201,5    |
| Cataluña                   | 12          |                  | 190,3    |
| Comunidad Valenciana       | 13          | 1                | 186      |
| Extremadura                | 4           | 1                | 143,7    |
| Galicia                    | 4           | 1                | 47       |
| Comunidad de Madrid        | 3           |                  | 68,8     |
| Región de Murcia           | 9           | 1                | 184,3    |
| Comunidad Foral de Navarra | 5           | 4                | 124      |
| País Vasco                 | 18          | 3                | 259,5    |
| La Rioja                   | 4           |                  | 68,3     |
| TOTALES                    | 140         | 16               | 2 943,1  |

.

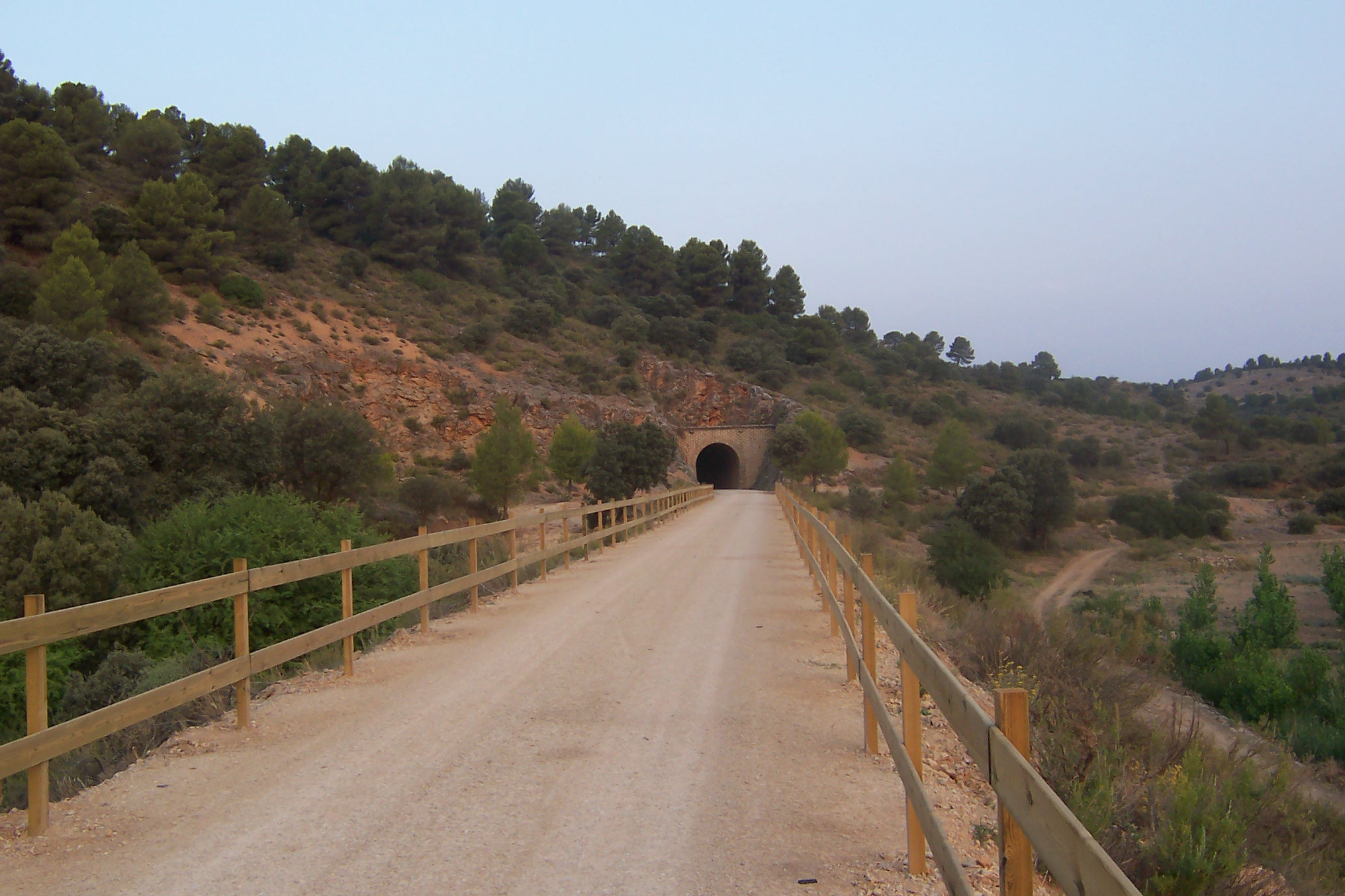
Vía Verde Sierra de Alcaraz

(En el cuadro anterior, los tramos aislados de una misma denominación de ruta se han considerado vías verdes independientes. También, las rutas con una misma denominación, con itinerario por dos comunidades distintas, se han considerado como vías verdes compartidas. Por ello, deben contabilizarse como una sola vía verde. Por su parte, las vías que se prolongan en otra de distinta denominación en la comunidad autónoma adyacente se consideran vías verdes diferentes. Para más información, ver el Anexo enlazado)